# Znamjanka (obwód mikołajowski)
Znamjanka (ukr. Знам'янка) – osiedle na Ukrainie, w obwodzie mikołajowskim, w rejonie basztańskim, w hromadzie Szewczenkowe. W 2001 liczyło 481 mieszkańców, spośród których 464 wskazało jako ojczysty język ukraiński, 11 rosyjski, 2 mołdawski, 1 białoruski, 2 ormiański, 2 gagauski, a 1 romski.